# 趙敏修
趙敏修（1965年1月29日—），韓國女演員。以精湛的演技榮獲亞洲多項電影獎項，《聖殤》為著名代表作。

## 演出作品

### 電視劇
- 1986年：KBS《TV文學館—火》
- 1986年：KBS《TV文學館—亮光》飾演 盲眼少女
- 1986年：KBS《梨花月白》
- 1986年：KBS《發大財》
- 1987年：KBS《TV文學館—綠色階梯》
- 1987年：KBS《慾望聲明》飾演 鄭周永的夫人譚實
- 1987年：KBS《시냇물 흘러흘러 어디로 가나》
- 1988年：KBS《風客》飾演 韓多絮
- 1989年：KBS《王祿一家》
- 1989年：KBS《吉日》飾演 順宜
- 1989年：KBS《迴轉木馬》
- 1989年：KBS《月光家族》飾演 英淑
- 1990年：KBS《波天舞》飾演 妍實
- 1990年：KBS《棗樹 愛結果》飾演 瑤順
- 1991年：MBC《仲夏夜之夢》飾演 朴惠英
- 1992年：KBS《製作娃娃》飾演 閔英珠
- 1992年：KBS《這個女孩一百倍》飾演 再希
- 1992年：KBS《森林的風》飾演 柳美善
- 1993年：MBC《三人》飾演 崔潤花
- 1993年：KBS《戀人》
- 1993年：SBS《結婚》飾演 羅序盈
- 1995年：SBS《沙漏》飾演 萱英
- 1995年：SBS《車神傳說》飾演 裴宗玉
- 1996年：KBS《直到愛你的那天》
- 1996年：MBC《여운포 세레나데》飾演 貞后
- 1997年：MBC《체인징 파트너》飾演 愛麗
- 1997年：MBC《愛情與離別》飾演 姜敏珠
- 1999年：SBS《波濤之家》飾演 小蘭
- 1999年：SBS《Happy Together》飾演 徐贊珠
- 2000年：SBS《恩師之樹》
- 2000年：SBS《火花》飾演 許敏京
- 2001年：SBS《鋼琴》飾演 申惠林
- 2002年：MBC《我的名字叫公主》飾演 崔華英
- 2002年：SBS《大望》飾演 段愛
- 2002年：SBS《冰花》飾演 申英珠
- 2004年：SBS《求婚》飾演 韓景希
- 2010年：SBS《聖誕節會下雪嗎》飾演 車春基
- 2011年：SBS《我的女兒是花兒》飾演 張順愛
- 2013年：SBS《結婚的女神》飾演 宋智善
- 2020年：tvN《謗法》飾演 進境
- 2025年：ENA《騎行人生》飾演 尹智雅

### 電影
- 1986年：《神的兒子》飾演 全寶貝
- 1986年：《青藍草圖》
- 1990年：《我要做嚇一跳的事》飾演 薔薇
- 1995年：《Man?》飾演 美亞
- 2005年：《男孩，來去天堂》
- 2011年：《陽光姐妹淘》（特別演出）
- 2012年：《聖殤》飾演 母親
- 2014年：《官能的法則》
- 2016年：《特別搜查：死囚來信》
- 2018年：《魔女首部曲：誕生》 飾演 白博士
- 2019年：《梨泰院之花》초미의 관심사
- 2022年：《魔女二部曲：另一個她》 飾演 白總管
- 2023年：《30天》 飾演 都寶貝

### MV
- 2015年：THE ARK—The Light

## 獲獎
- 1987年：KBS演技大賞 優秀演技賞
- 1989年：KBS演技大賞 最優秀演技賞
- 1990年：第26屆 百想藝術大賞 TV部門人氣賞
- 2012年：第32屆 韓國電影評論家協會賞 女子優秀演技賞（聖殤）
- 2012年：第49屆 大鐘獎 最佳女演員賞（聖殤）
- 2012年：韓國文化勳章
- 2012年：第6屆 亞太電影獎 評審委員獎（聖殤）
- 2013年：第33屆 波爾圖思迪國際電影節 女子優秀演技賞（聖殤）
- 2013年：第七屆亞洲電影大獎 人氣獎（聖殤）